# Alvin E. Roth
Alvin Elliot Roth (ur. 19 grudnia 1951) – amerykański ekonomista, profesor ekonomii na Uniwersytecie Stanforda oraz profesor emeritus na Uniwersytecie Harvarda specjalizujący się w badaniach operacyjnych. 
Studiował badania operacyjne na Uniwersytecie Columbia (B.A w 1971 roku), a następnie Uniwersytecie Stanforda (M.S. w 1973, doktorat w 1974 roku). Po studiach pracował na Uniwersytecie Illinois i Uniwersytecie Pittsburskim. Od 1998 roku pracuje w Harvard Business School.
W 2012 roku został, wraz z Lloydem Shapleyem, laureatem Nagrody Nobla w dziedzinie ekonomii za „teorię stabilnego dostosowania i wykorzystanie projektowania rynku”.